# Strobilanthes retusa
Strobilanthes retusa är en akantusväxtart som beskrevs av Ding Fang. Strobilanthes retusa ingår i släktet Strobilanthes och familjen akantusväxter. Inga underarter finns listade i Catalogue of Life.